# Spårvagnsmuseet i Rotterdam
Spårvagnsmuseet i Rotterdam (nederländska: Trammuseum Rotterdam) är ett nederländskt spårvägsmuseum i Rotterdam.
Samlingen består av ett 50-tal vagnar: en hästspårvagn från 1881, gräddfärgade spårvagnar från 1911-1918, ockragula fyraxlade vagnar från 1929 och framåt och nyare spårvagnstyper.
Åren 1986–2010 var museet inrymt i en 1904 byggd depå i Delfshaven. Sedan 2010 ligger det i den 1923 uppförda Hillegersbergsdepån.

## Bildgalleri

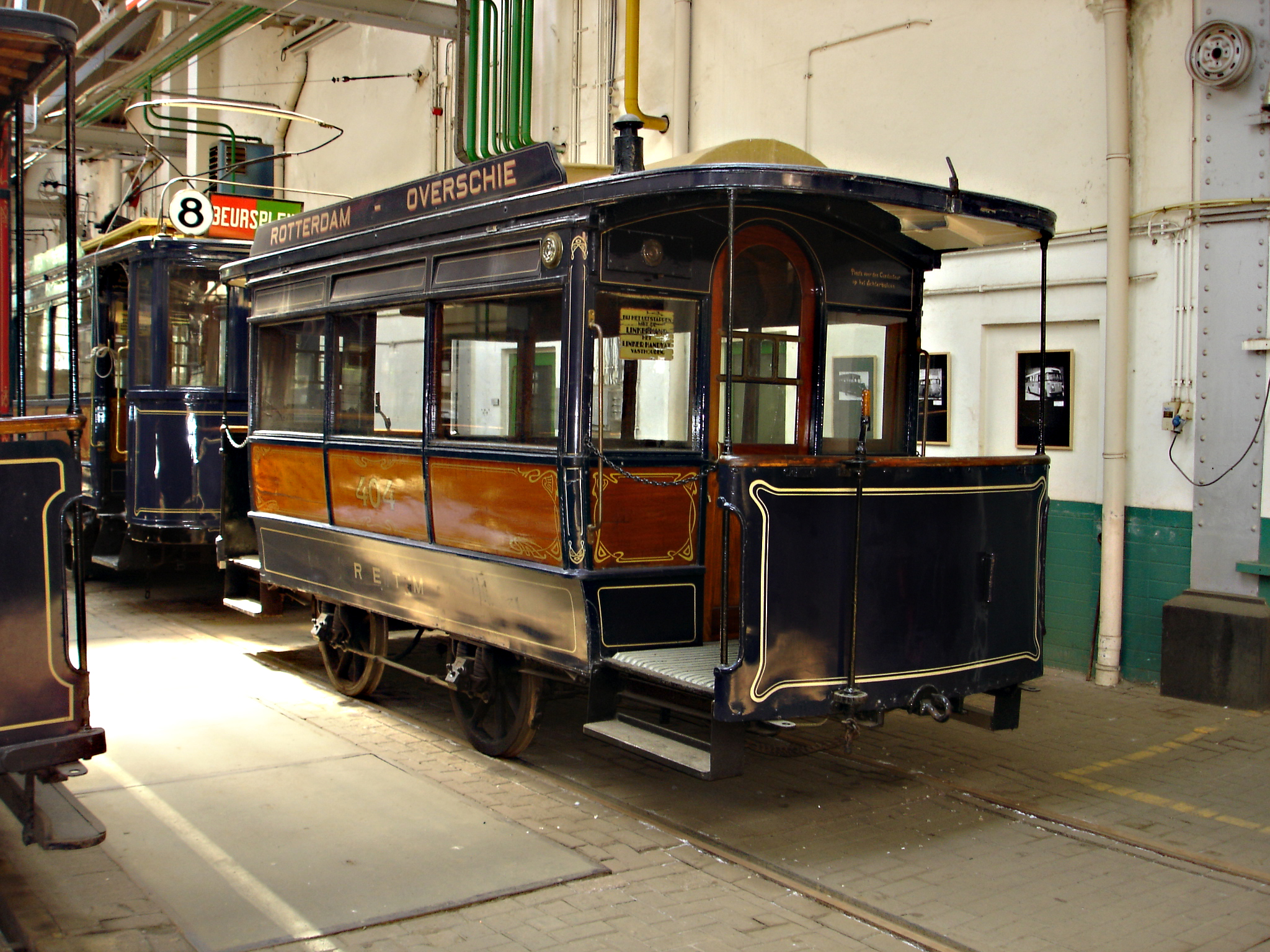
Hästspårvagn 404
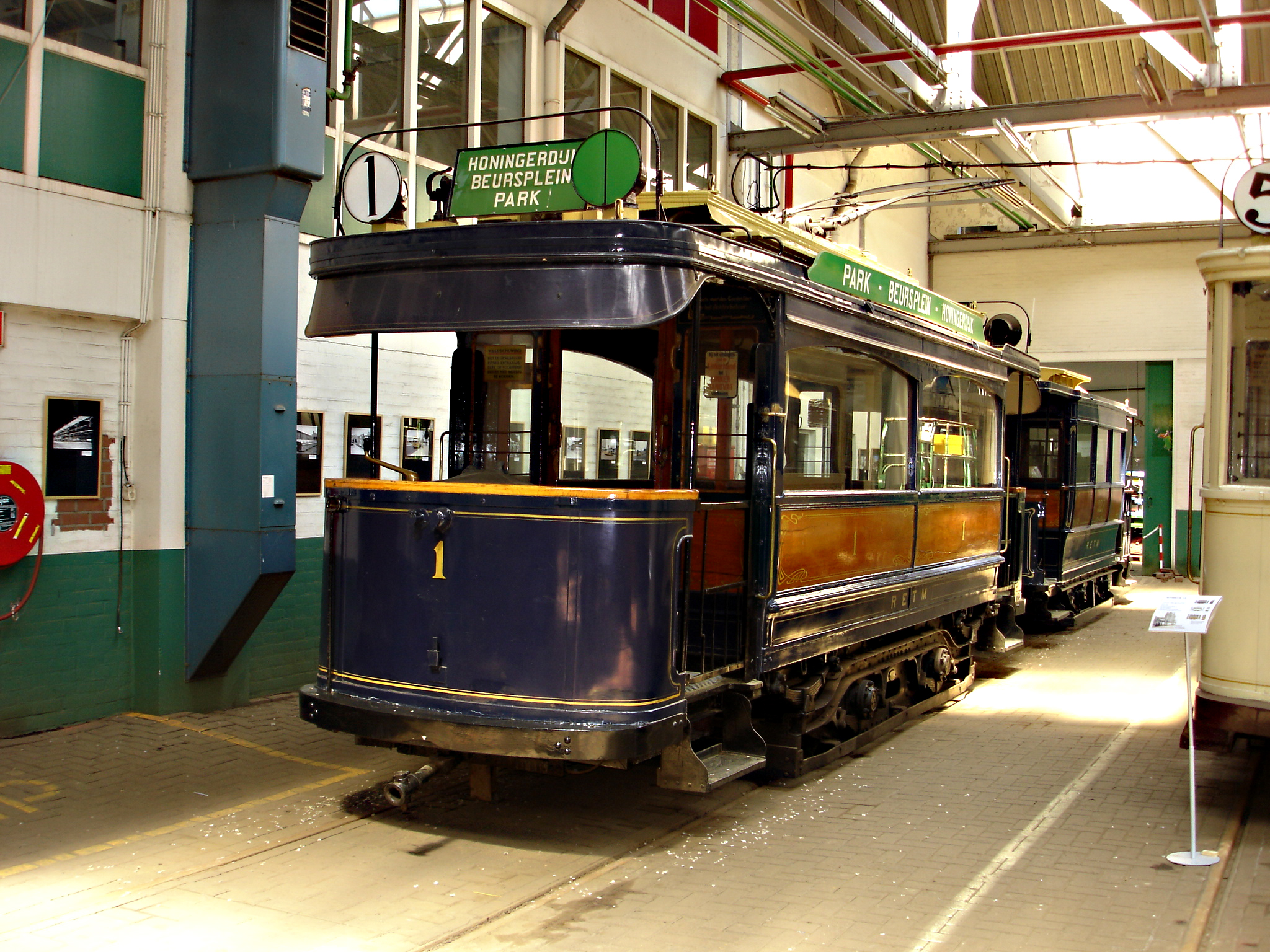
Spårvagn nr 1 från 1905
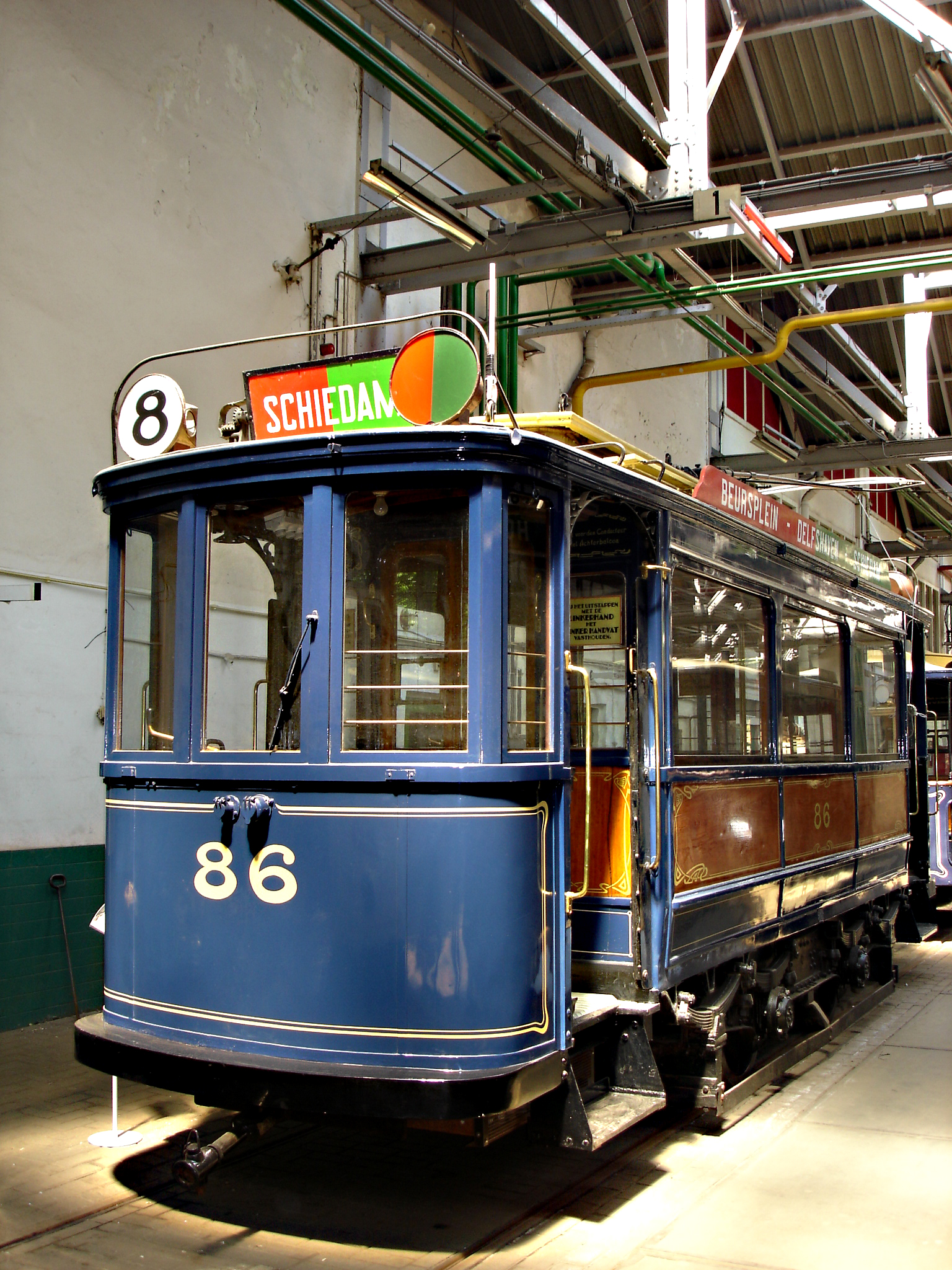
Spårvagn nr 119 , i en serie som levererades 1906–1908
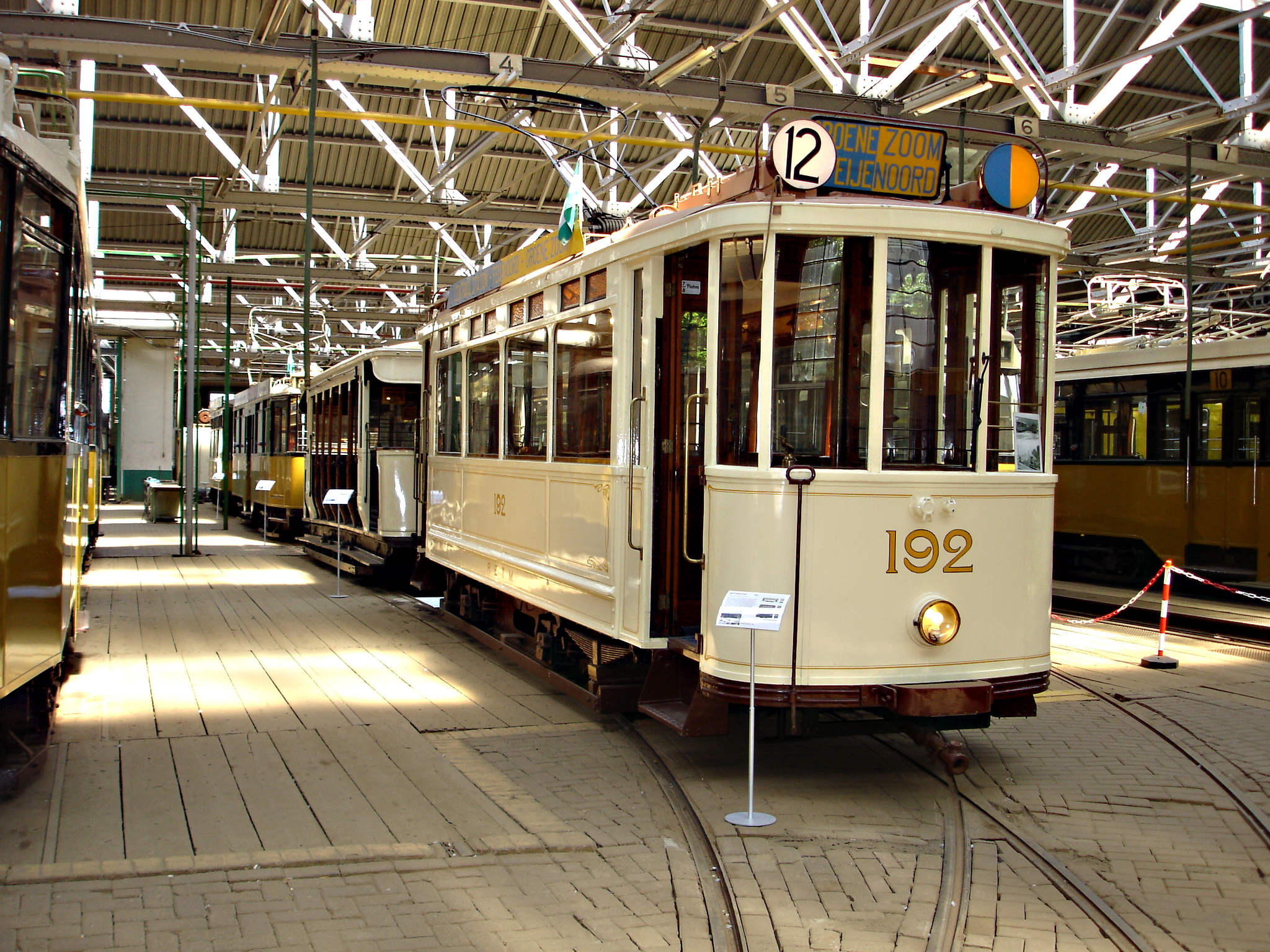
Spårvagn nr 192, i en serie levererad 1913–1921
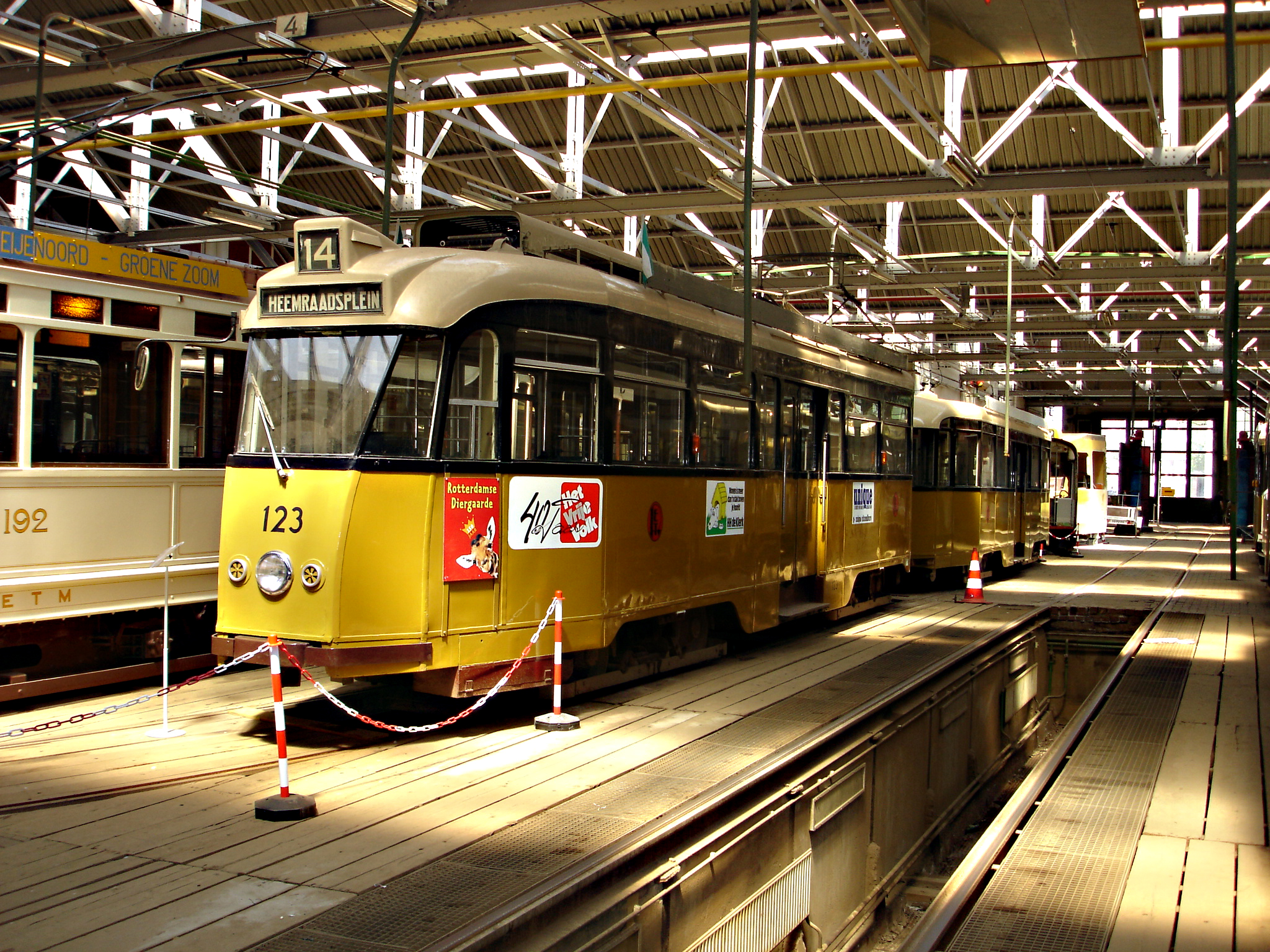
Ett exemplar av "Allanstellen-spårvagnarna", inköpta 1948–1951
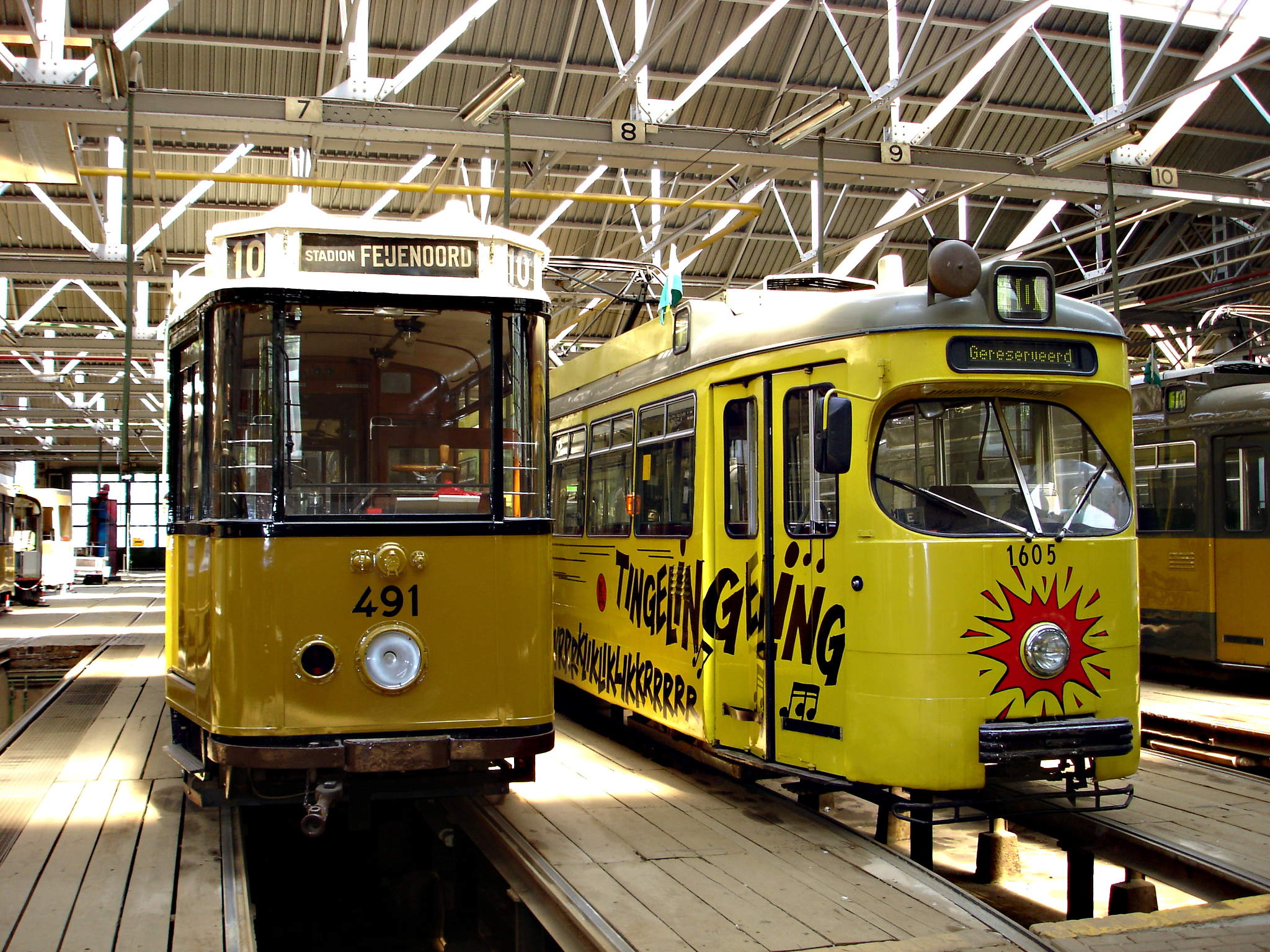
Spårvagn nr 491 i en serie inköp 1929–1931 bredvid en Düwag GT8, nr 1605, i serier inköpta med början 1964
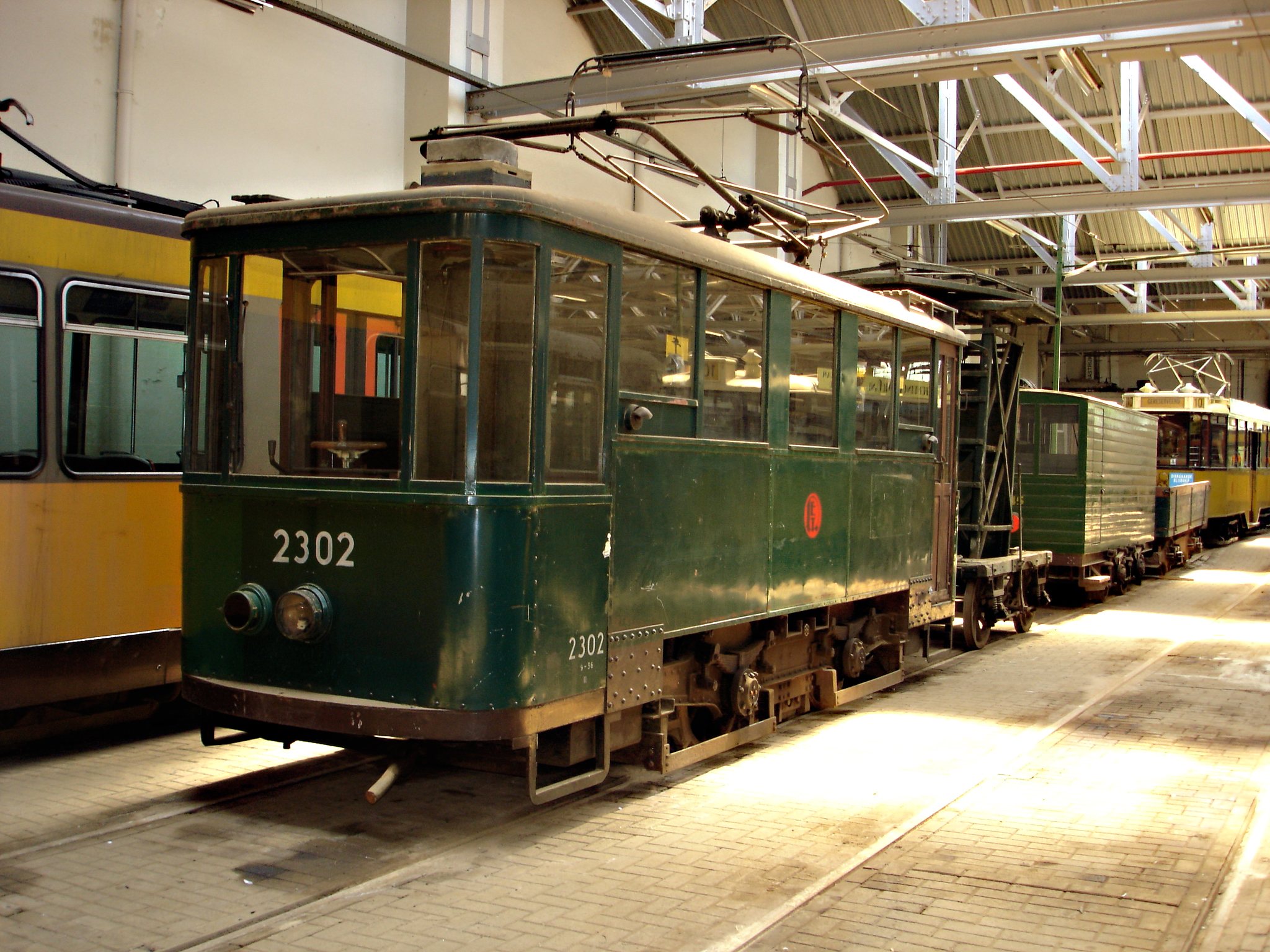
Arbetståg 2302, byggd av spårvägsbolaget 1933 på ett äldre chassi